# Аві Діхтер
Аві Діхтер (івр. אָבִי דִּיכְטֶר; нар. 14 грудня 1952 року) — ізраїльський політик, який зараз обіймає посаду міністра сільського господарства і аграрного розвитку Ізраїлю. Колишній міністр внутрішньої безпеки Ізраїлю (2006—2009) та директор ШАБАК (2000—2005), він подав у відставку з Кнесету та залишив партію «Кадіма» в серпні 2012 року, щоб стати міністром захисту тилу Ізраїлю, посаду, яку він залишив у березні 2013 року.

## Життєпис
Авраам (Аві) Діхтер народився в Ашкелоні. Його батьки пережили Голокост. У підлітковому віці він приєднався до молодіжного руху «Га-Шомер га-цаір». Після закінчення середньої школи він служив в елітному підрозділі Армії оборони Ізраїлю «Сайерет Маткаль» під командуванням тодішнього командира Егуда Барака. Після закінчення військової служби Діхтер приєднався до ШАБАКу. У 1986 році він отримав ступінь бакалавра соціальних наук в університеті Бар-Ілана у Рамат-Гані. Він також має ступінь магістра ділового адміністрування Тель-Авівського університету.
У 1973 році він одружився з Іланою Валлерстайн, вчителькою та художницею, з якою познайомився в середній школі. У них троє дітей.